# Gabriel Passos
Gabriel de Resende Passos (Itapecerica, 17 de março de 1901 — Rio de Janeiro, 19 de junho de 1962) foi um advogado, jornalista e político brasileiro. No ramo da política, elegeu-se deputado federal quatro vezes, foi secretário do Interior e Justiça, Procurador-Geral da República e ministro de Minas e Energia. Foi casado com Amélia Gomes de Sousa Lemos, irmã de Sarah Kubitschek. Em sua homenagem, no dia 30 de março de 1968 foi inaugurada a Refinaria Gabriel Passos, mais conhecida como REGAP, no município de Betim, Minas Gerais.

## Carreira política
Em 1928 Passos tornou-se redator do jornal Estado de Minas e, partidário da Revolução de 1930, elegeu-se deputado à Assembleia Nacional Constituinte de 1933. Em 1934, já com a nova Carta Magna, foi reeleito deputado federal, mas se desligou do cargo para se tornar secretário do Interior e Justiça do governador de Minas Gerais, Benedito Valadares.
Em 27 de maio de 1936, aos 35 anos, foi nomeado Procurador-Geral da República pelo presidente Getúlio Vargas, se tornando o mais novo ocupante do cargo, ao qual renunciou no dia 17 de maio de 1945 para se candidatar novamente a deputado federal, pleito em que obteve êxito. 
Renunciou mais uma vez ao cargo para concorrer ao governo de Minas Gerais pelo partido UDN, no qual foi derrotado pelo seu concunhado Juscelino Kubitschek.
Se elegeu novamente para ser deputado federal para o quinquênio de 1955 a 1961.
De 1961 até sua morte foi ministro das Minas e Energia do governo João Goulart.

## Criação da Eletrobrás
Gabriel Passos foi um dos principais responsáveis pela criação da Eletrobrás. O projeto, que vinha sendo idealizado desde o início do segundo mandato de Getúlio Vargas, em 1951, foi oficialmente criado em 25 de abril de 1961 através da assinatura da Lei nº 3.890-A, que autorizou a União a construir a empresa estatal.
Em outubro do mesmo ano, Gabriel Passos, então ministro de Minas e Energia de João Goulart, organizou um grupo de trabalho comandado pelo engenheiro Paulo Richer e solicitou a criação de um inquérito para analisar o financiamento da construção da Eletrobrás, ouvindo especialistas de diversas concessionárias, público e privadas. Ainda sobre a chefia de Paulo Richer, um novo grupo de trabalho elaborou o estatuto da empresa, dando o primeiro passo para sua criação.
A Eletrobrás foi instalada no dia 11 de junho de 1962 na cidade do Rio de Janeiro, oito dias antes da morte de Gabriel Passos.

## Frente Parlamentar Nacionalista (FPN)
A Frente Parlamentar Nacionalista (FPN) foi um grupo formado por diversos deputados, dos mais diversos partidos, que tinham em comum o desejo de buscar resoluções nacionalistas para os problemas do Brasil.
A primeira manifestação ressaltando os interesses da FPN foi um programa de reformas proposto através do discurso do deputado Abguar Bastos, do PTB de São Paulo, em 6 de junho de 1956, que representando a Frente apresentou treze pontos, sendo os principais "revisão dos tratados, convênios ou acordos que impeçam, com limitações ou discriminações, acesso da produção brasileira aos mercados mundiaise estudo, debates e consultas sobre os problemas fundamentais ligados à economia, à justiça social e aos dispositivos constitucionais que assegurem a defesa do patrimônio e da soberania nacionais".
A quantidade de deputados que participaram da FPN é incerta. Não se tem um registro oficial de todos os integrantes registrada nos Anais do Congresso, seja através de programas ou notas oficiais. A única referência a alguns participantes é feita no livro “Estudos Nacionalistas”, de Osni Duarte Pereira, onde ele lista 57 deputados responsáveis pela criação e manutenção das propostas da FPN, e entre os nomes encontra-se o de Gabriel Passos, na época deputado pela União Democrática Nacional (UDN) de Minas Gerais.
Gabriel Passos teve grande participação no início da FPN, sendo um dos seus maiores entusiastas, e foi tendo o apoio da frente que ele conseguiu que a ideia da criação da Eletrobrás progredisse. Atuou ativamente em nome da FPN, defendendo interesses nacionalistas no Congresso e ajudando a popularizar os objetivos propostos pelo grupo.
Apesar das várias dissidências e desentendimentos que houve entre os membros da Frente, a sua atuação foi muito importante no Congresso, muito porque seus principais integrantes eram deputados de renome, como o próprio Gabriel Passos, Rubens Paiva, Sérgio Magalhães e José Sarney. A FPN foi uma das principais responsáveis pelo fortalecimento da autonomia nacional, melhor aproveitamento do petróleo e das indústrias brasileiras e a criação de estatais, mesmo que por diversas vezes tenha atuado de forma desorganizada, graças aos interesses pessoais diversos de seus integrantes, e só foi dissolvida em abril de 1964, após a maior parte dos deputados que organizavam a Frente terem seu mandato cassado pela Ditadura militar.

## Acordo de Roboré
O Acordo de Roboré é um conjunto de notas reversais acrescentadas ao Tratado Sobre Saída e Aproveitamento do Petróleo Boliviano, acordo firmado entre Brasil e Bolívia em 1938 sobre o uso e exploração do Petróleo.
O Tratado, assinado em 25 de fevereiro de 1938 pelo presidente Getúlio Vargas e pelo então Ministro das Relações Exteriores, Osvaldo Aranha, foi realizado como tentativa de proteger as reservas de petróleo na fronteira com a Bolívia, dado o fato que o início da Segunda Guerra Mundial poderia afetar as principais áreas produtoras do combustível.
O acordo garantia direitos e deveres iguais a ambos os países, porém o Brasil passou a se prejudicar após o início da construção da ferrovia Corumbá – Santa Cruz de la Sierra, em 1940, que ligava a Estação Ferroviária de Corumbá à cidade boliviana Santa Cruz de la Sierra. Com o objetivo de dificultar o acesso do Brasil ao petróleo, o governo argentino e empresas norte-americanas que exploram o petróleo boliviano começaram a fazer pressão para o governo boliviano cobrar concessões para permitir a continuação da construção da ligação férrea, e tais cobranças foram realizadas até o fim da construção, sempre com aumentos nas contribuições que o governo brasileiro deveria pagar.
Em janeiro de 1955, durante a inauguração do trecho que ligava Corumbá a Santa Cruz de la Sierra, o presidente boliviano Víctor Paz Estenssoro, que estava presente na ocasião com o presidente brasileiro Café Filho, declarou que denunciaria o Tratado se o Brasil não a ressarcisse a Bolívia dos gastos realizados com a construção da linha férrea.
As críticas ferrenhas ao Tratado surgiram com o final da década de 50, principalmente após o Coronel José Alexínio Bittencourt, presidente do Conselho Nacional do Petróleo (CNP), denunciar através de um relatório que a política de exploração utilizada pela Petrobrás estava agravando a crise cambial no Brasil. Em vista disso, o governo propôs à Bolívia o Acordo de Roboré, que visava a adição de notas reversais ao Tratado, assinado em 28 de março de 1958 pelos chanceleres José Carlos de Macedo Soares e Manuel Barral Peláez, em La Paz, na Bolívia.
Também conhecida como Ata de Roboré, o Acordo trazia 29 notas reversais atualizando os deveres e direitos de cada país na exploração e trato do petróleo. Sua criação causou reações contrárias nos meios políticos. Os militares apoiaram Janary Gentil Nunes, presidente da Petrobras, que contestou as alegações de Alexínio. A Frente Parlamentar Nacionalista (FPN) apoiou Janary e alegou que as notas propostas pelo Acordo de Roboré constituíam um novo tratado, que devia ser revisto e aprovado em audiência no Congresso. Para se certificar sobre os termos negociados pelo acordo, Gabriel Passos examinou-o e notou que grande parte dele destoava radicalmente ao texto original do Tratado acordado em 1938.
Gabriel alegava que o Acordo era irregular, pois em um dos principais pontos de discordância com o texto original, o qual admitia, pelo tratado, que apenas empresas mistas brasileiro-bolivianas poderiam explorar o território cedido ao Brasil, no novo acordo era permitido que corporações estrangeiras também explorassem a área pertencente ao Brasil. Segundo o deputado, notas reversais teriam o poder de apenas regularizar e executar um tratado internacional, e não altera-lo.
Para amenizar a situação, o presidente Juscelino Kubitschek nomeou uma comissão para examinar o Acordo de Roboré, tendo como base as acusações feitas por Gabriel Passos e o Coronel Alexínio e a alegação de Janary Nunes. Com dois votos contra um, a comissão deu razão a Janary, porém o presidente, numa atitude conciliatória, exonerou tanto o presidente da Petrobrás como da CNP.
Após as exonerações e a demissão do Prof. Roberto Campos, diretor-superintendente do Banco Nacional de Desenvolvimento Econômico e Social (BNDES), uma das entidades governamentais que apoiaram e financiaram o projeto, e o consequente agravamento da situação, o deputado Gabriel Passos, apoiado pela FPN, instituiu uma comissão parlamentar de inquérito (CPI) para analisar os compromissos firmados pelo Acordo, que era composta, além dele, pelos deputados Carlos Lacerda, Dagoberto Sales e José Joffily.
A CPI constatou que o Acordo não era compatível com o texto do Tratado de 1938, sendo considerado um novo compromisso internacional, que devia ser validado pela Câmara. O combate contra o Acordo continuou até o ano de 1961, quando as empresas interessadas na exploração voltaram a negociar com o governo de João Goulart, mas Gabriel Passos, então ministro de Minas e Energia, se manifestou contra as negociações e elas ficaram estagnadas.

A questão só foi resolvida em 1963, quando entrou em vigor um decreto que dava à Petrobrás o monopólio da importação de óleo e quando foi criada a subsidiária Petrobrás Internacional, que dava exclusividade à empresa estatal de atuar em terras estrangeiras. Após esses dois fatos, a exploração por empresas estrangeiras se tornou ilegal, voltando a entrar em vigor o Tratado de 1938.